# Aloe vossii
Aloe vossii es una especie del género Aloe cuyo hábitat natural son zonas de  Sudáfrica.

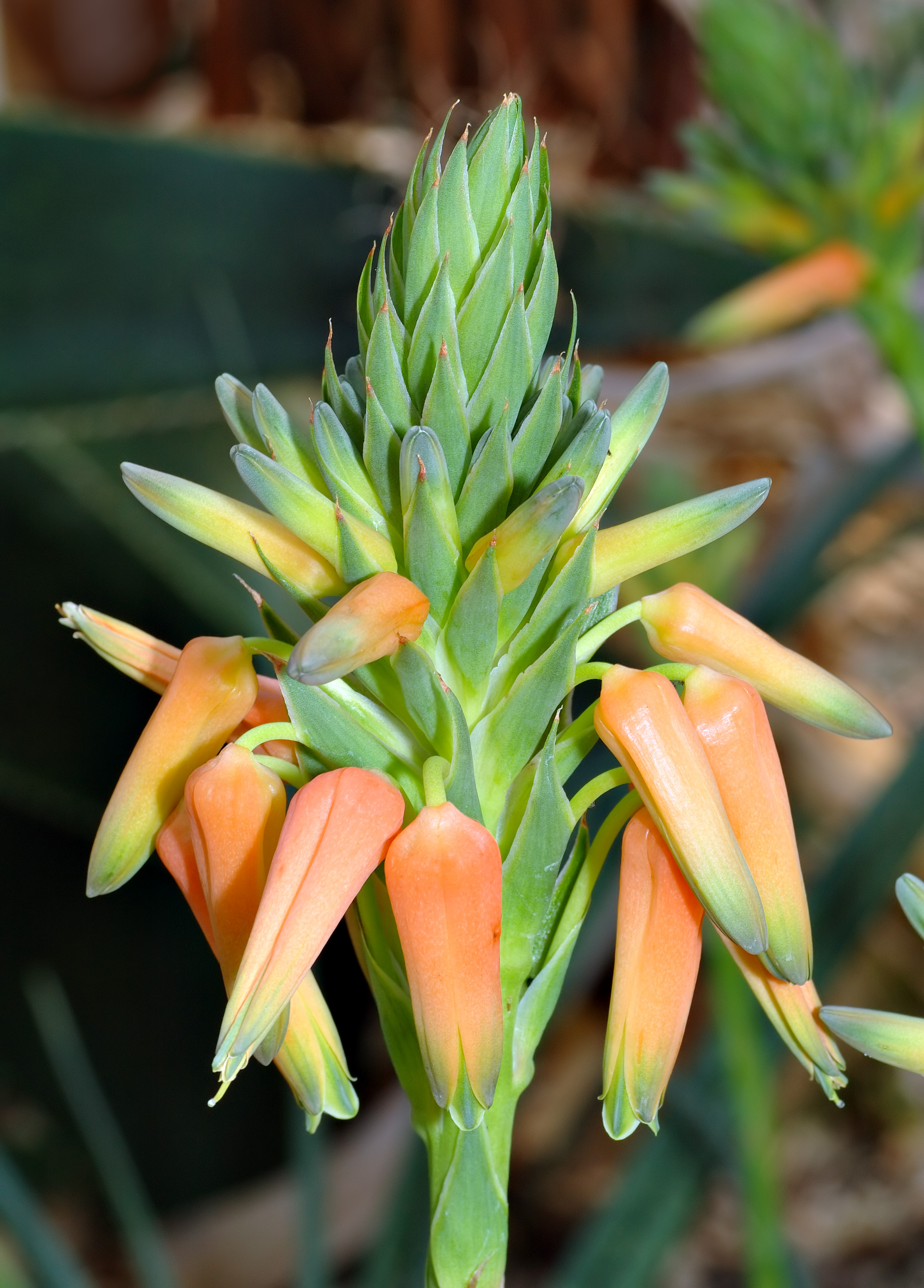
Flor

## Características
Es una planta herbácea suculenta perenne.  Las hojas como todos los aloes se disponen en rosetas, son de color verde-grisáceo, largas, estrechas, lanceoladas, carnosas, con manchas blancas y con  los márgenes armados con dientes. La inflorescencia en un tallo erecto con racimos de flores de color naranja.

## Taxonomía
Aloe vossii fue descrita por Gilbert Westacott Reynolds y publicado en J. S. African Bot. 2: 65, en el año 1936.
Aloe albiflora fue descrita por André Guillaumin y publicado en Bulletin du Muséum d'Histoire Naturelle, sér. 2 12: 353, en el año 1940.
Etimología
Ver: Aloe
vossii: epíteto otorgado en honor del botánico Andreas Voss.